# Comps, Drôme
 Comps  là một xã thuộc tỉnh Drôme trong vùng Auvergne-Rhône-Alpes đông nam nước Pháp. Xã Comps, Drôme nằm ở khu vực có độ cao từ 465-959 mét trên mực nước biển.